# Dante Bertoneri
Dante Bertoneri (Massa, 10 agosto 1963) è un ex calciatore italiano, di ruolo centrocampista.

## Carriera
Approdato al Torino dopo aver dato i primi calci al pallone nella Litoranea di Massa, Bertoneri si distingue subito nella formazione Primavera guidata da Sergio Vatta.
Il suo esordio vede un 3-0 durante il campionato 1980-1981, il 18 gennaio 1981 in Torino-Ascoli.
L'anno dopo la società granata, in evidente crisi economica, sceglie di puntare sui giovani liquidando la vecchia guardia. In panchina viene assunto Massimo Giacomini che schiera Bertoneri titolare in veste di regista.
L'anno dopo, al posto di Orfeo Pianelli subentra Sergio Rossi che rifonda la squadra iniziando dalla panchina, con l'ingaggio di Eugenio Bersellini in sostituzione di Giacomini. Con lui Bertoneri si ritrova tra i rincalzi e, dopo una stagione di scarso utilizzo, anche nella lista trasferimenti. Viene quindi ceduto all'Avellino e nel 1984-1985 viene trasferito al Parma dove rimane un solo anno.
Quindi passa al Perugia con Giacomini allenatore. Prosegue la sua carriera per altri tre anni nella Massese in Serie C2, e per poche partite nella Rondinella sempre in C2, prima di ritornare a Massa e di abbandonare il calcio professionistico a 27 anni per intraprendere altre strade, alternando podismo e calcio dilettante con una breve esperienza nell'isola d'Elba.
Nell'estate del 2018, a quasi 30 anni dal suo ritiro, Bertoneri è rientrato nel mondo del calcio, venendo ingaggiato come osservatore per i Giovani Granata Monsummano, squadra di Monsummano Terme e società satellite del Torino stesso. Alla fine di dicembre, tuttavia, Bertoneri annuncia tramite una lettera l'interruzione dei rapporti con la società toscana.

## Palmarès

### Club

#### Competizioni nazionali
- Serie C2: 1

Massese: 1987-1988